# 民權大橋
25°03′50″N 121°34′12″E / 25.064°N 121.570°E
參數所指定的目標頁面不存在，建議更正成存在頁面或直接建立下列一個頁面（建立前請先搜尋是否有合適的存在頁面可以取代）：
- 民權大橋 (高雄市那瑪夏區)

民權大橋，是臺灣臺北市的一座橋樑，位於松山區與內湖區、民權東路五段、六段之間，跨越基隆河，銜接內湖與松山地區，是內湖、南港地區進入臺北市區的重要橋樑。

## 沿革
- 民權大橋興建之前，民生社區尚有很多空地、農田，而橋下原址則有一些磚窯。隨著台北市區向東發展，內湖南港人口不斷增加，臺北市政府在1979年（民國68年）10月20日開始興建民權大橋[1]，耗資5億。1982年（民國七十一年）9月1日，民權大橋正式完工，開放通車[2]。民權大橋完工後，配合1985年（民國七十四年）敦化北路－三民路間打通穿過空軍松山基地，民權東路由原來的四段延伸為六段，一直連接到內湖的成功路及康寧路[1][3]。
- 民權大橋大幅縮減台北東西向的交通時間，內湖地區交通變得更便利，民權大橋周邊地區也由原本的鄉村農地轉為輕工業與住宅區[4]。
- 近幾年內湖科技園區快速發展，尤其在上下班尖峰時間易發生交通壅塞及車禍，因此，開始有實施如調撥車道以及其他各類的交通管制措施，圖謀改善之道[5]。
- 隨著時間過去，橋梁年齡已達40年，雖然仍符合最新防震標準，然而伸縮縫區間出現沉陷現象，故臺北市政府工務局新建工程處在2020年宣布改建該橋樑。[6][7][8]

## 設計
民權大橋橋面最寬處為26.5公尺，無人行道橋面寬24公尺，左右各三線道，是一座鋼筋混凝土橋。

## 相片

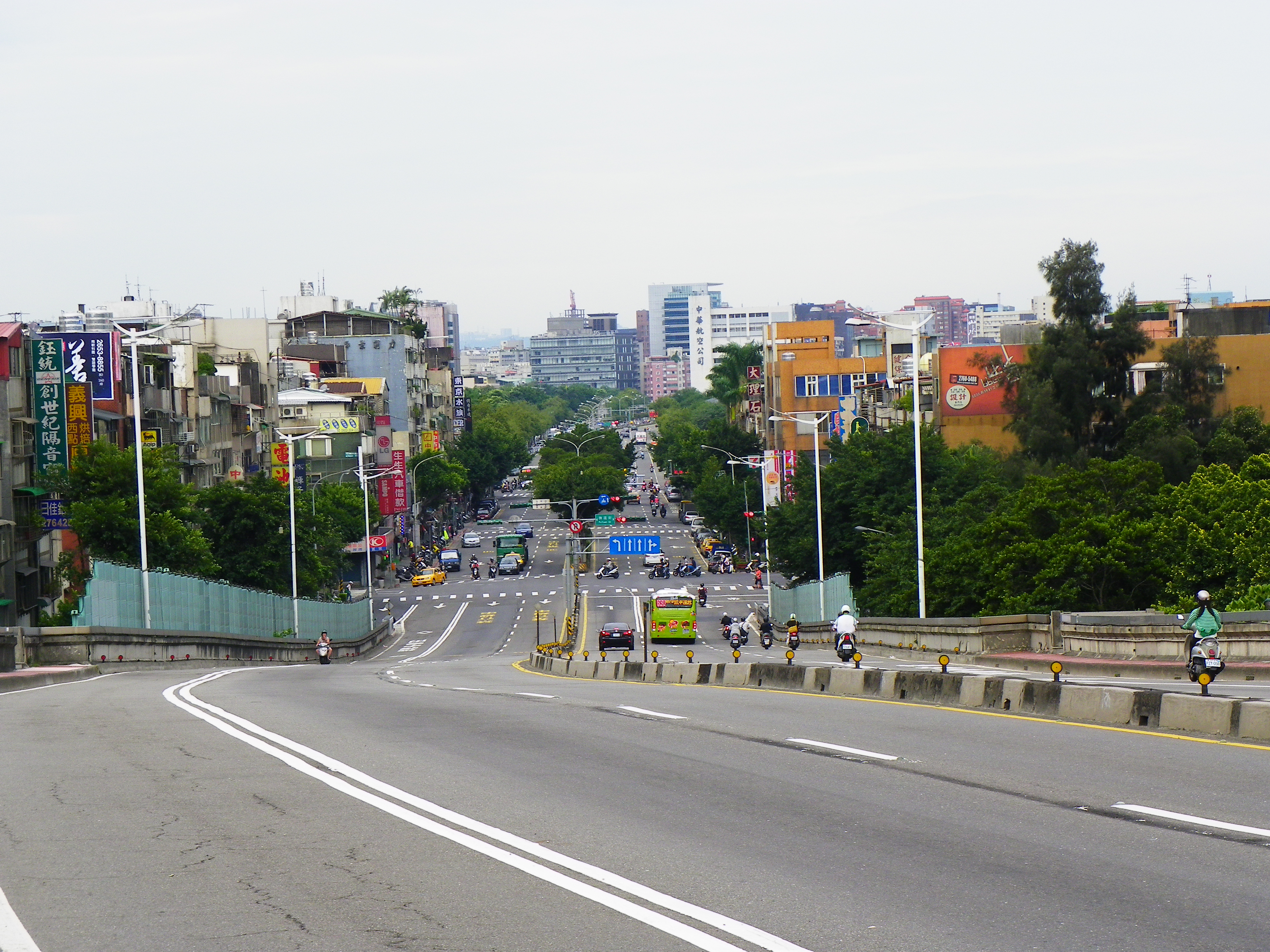
由民權大橋西向俯望民權東路五段與民生社區。
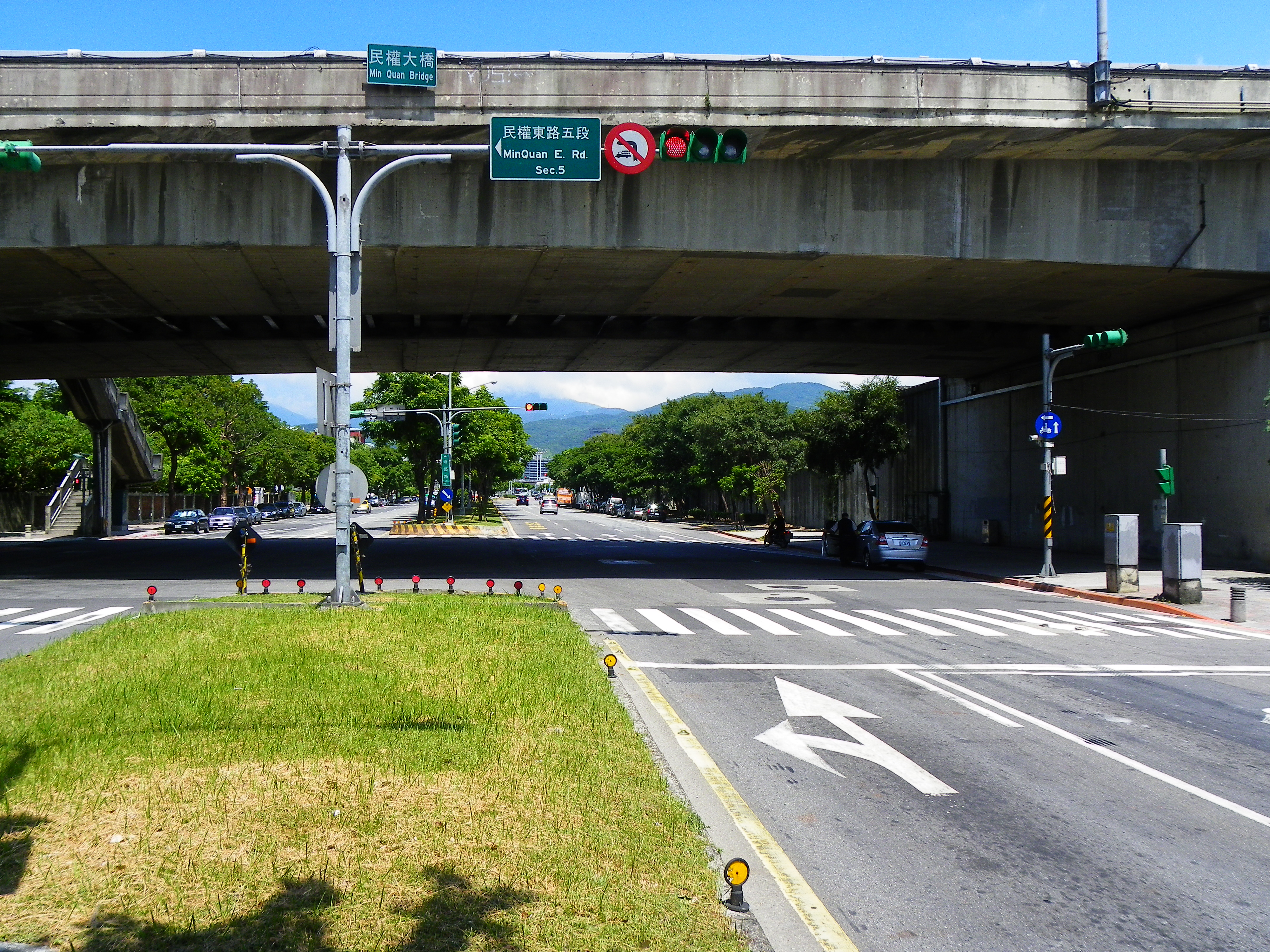
民權大橋橫跨塔悠路。
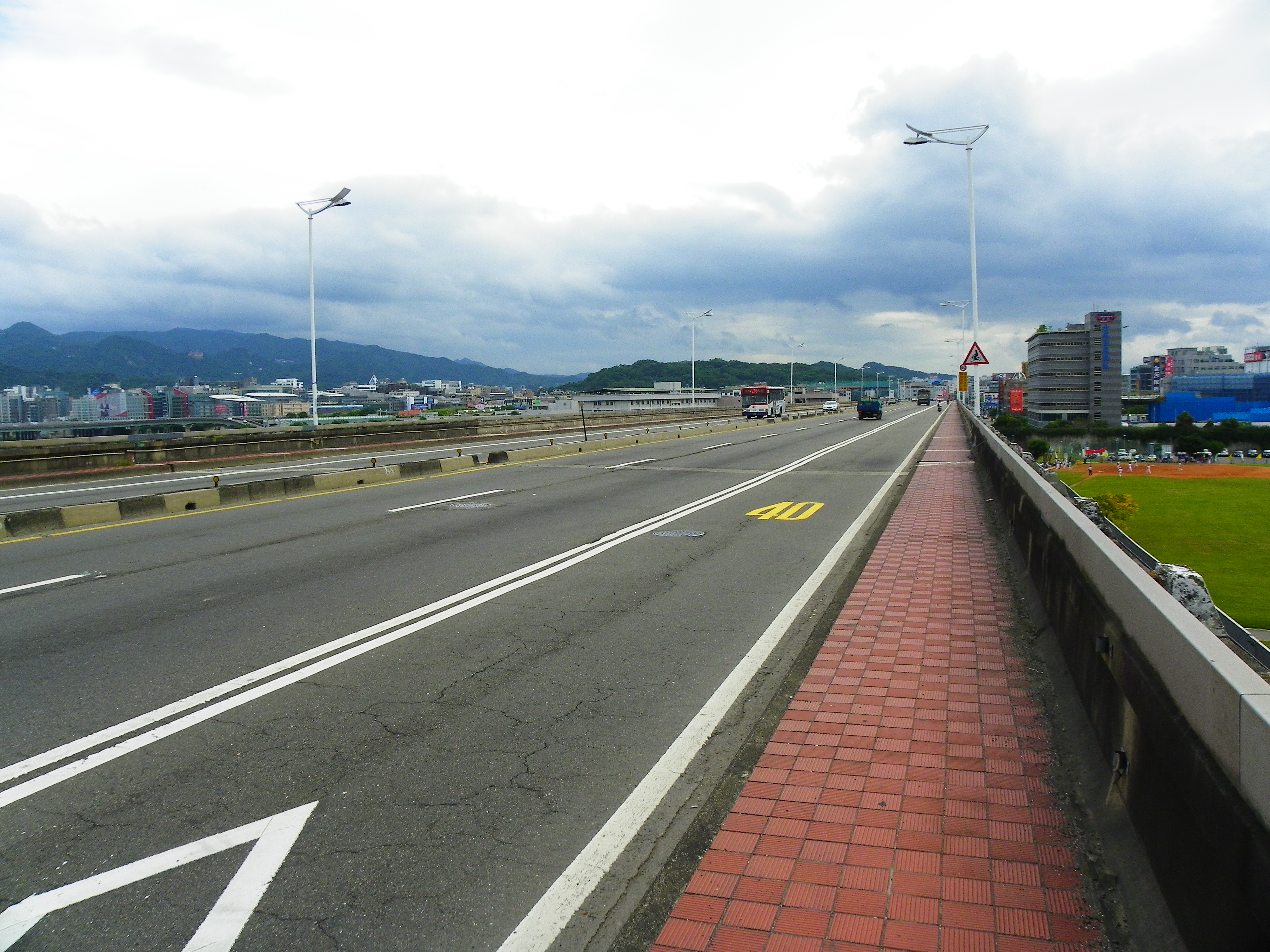
民權大橋橋面。
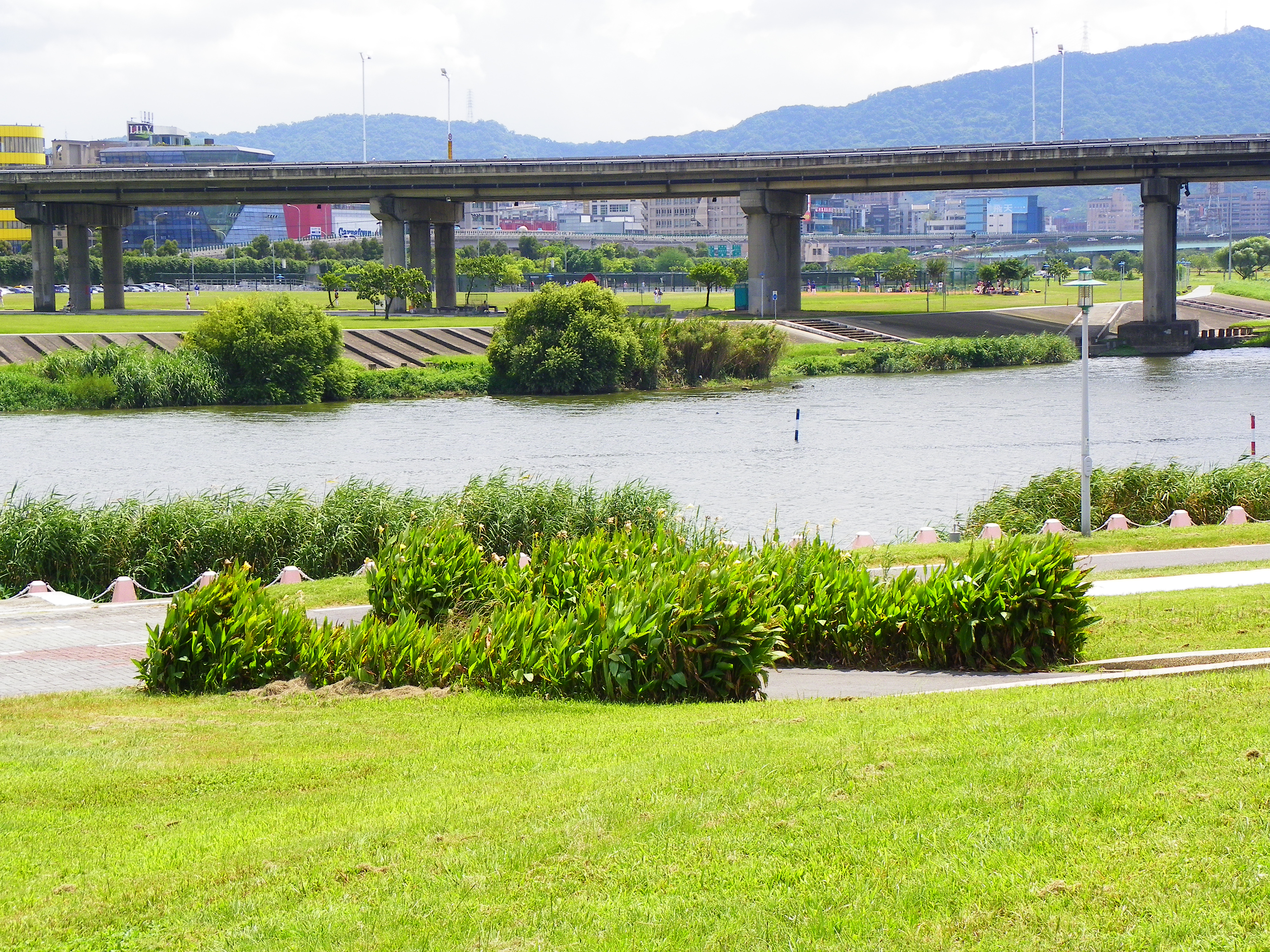
從觀山河濱公園遠眺民權大橋。
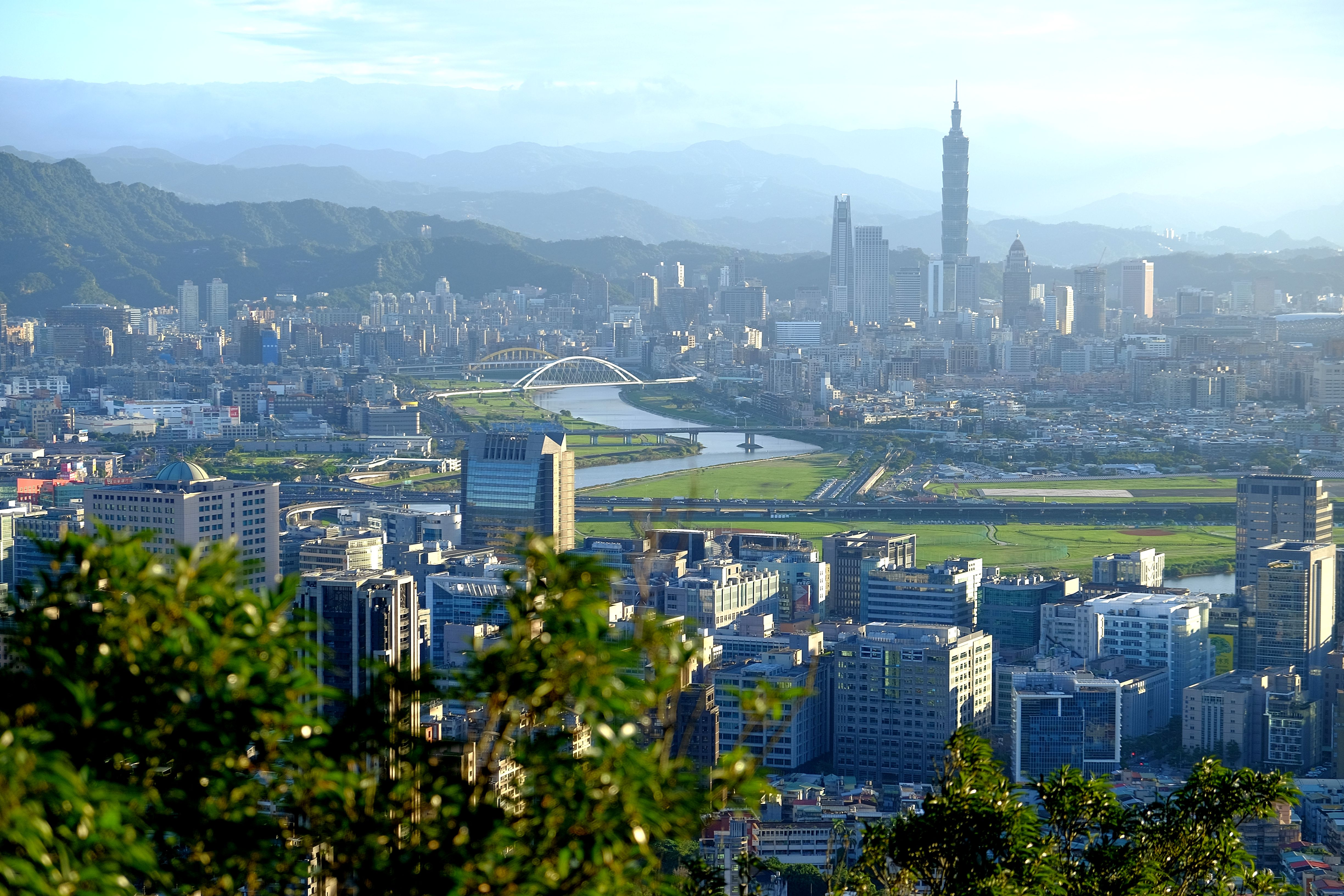
從內湖金面山遠眺民權大橋。
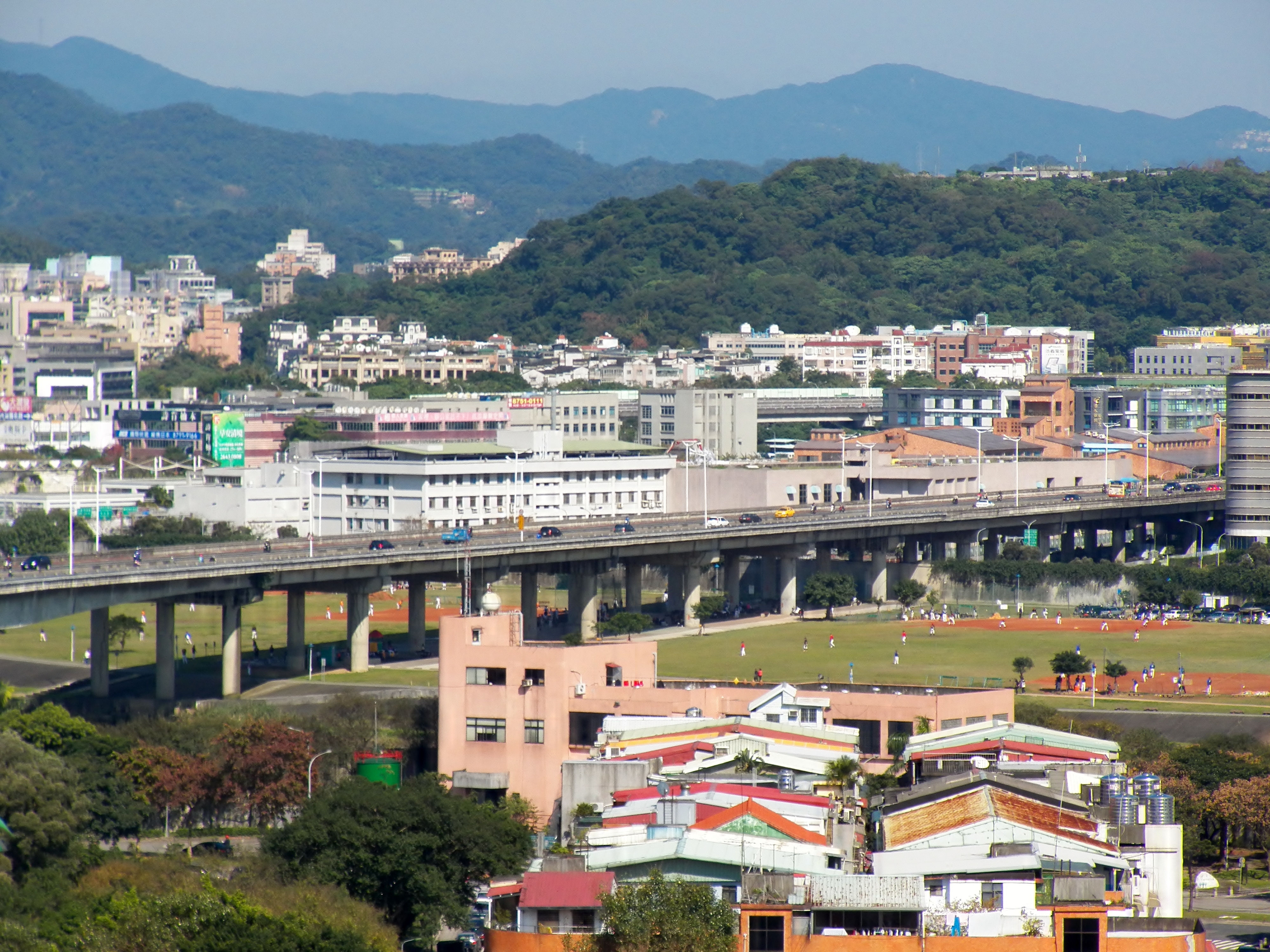
由民生社區俯瞰民權大橋基隆河東岸內湖段

## 鄰近地區
- 民生社區
- 內湖科技園區